# Любицьке
Лю́бицьке — село в Україні, у Тернуватській селищній громаді Запорізького району Запорізької області. Населення становить 634 осіб.

## Географія
Село Любицьке знаходиться на лівому березі річки Верхня Терса, вище за течією на відстані 2 км розташоване село Лісне, нижче за течією на відстані 4 км розташоване село Барвинівка, на протилежному березі — село Новосолошине (Пологівський район). Річка в цьому місці пересихає, на ній зроблена загата. Поруч проходить автомобільна дорога Т 0408.

## Історія
Засноване село в 1856 році вихідцями з Курської губернії.
За даними 1859 року у державному хуторі Дюбицьке було 25 подвір'їв, 177 мешканців. За даними 1859 року на хуторі було майже повністю російське населення. На лівому березі Терси існувала німецька колонія Фріденталь, у якій було 25 подвір'їв та 65 мешканців.
До 2020 року орган місцевого самоврядування — Любицька сільська рада. До адміністративно-територіальної реформи 2020 року належало до Новомиколаївського району.

## Населення

### Мова
Розподіл населення за рідною мовою за даними перепису 2001 року:
| Мова       | Кількість | Відсоток |
| ---------- | --------- | -------- |
| українська | 598       | 94.32%   |
| російська  | 34        | 5.36%    |
| білоруська | 1         | 0.16%    |
| вірменська | 1         | 0.16%    |
| Усього     | 634       | 100%     |

## Економіка
- «Агроцентр», ТОВ.

## Об'єкти соціальної сфери
- Школа.
- Будинок культури.
- Фельдшерсько-акушерський пункт.

## Релігія
- Храм Святителя Миколи Чудотворця.

## Постаті
- Комар В'ячеслав Степанович (1984—2014) — старший солдат ЗСУ, учасник російсько-української війни.